# Municipio de Bushy Fork
El municipio de Bushy Fork (en inglés: Bushy Fork Township) es un municipio ubicado en el  condado de Person en el estado estadounidense de Carolina del Norte. En el año 2000 tenía una población de 2.431 habitantes.

## Geografía
El municipio de Bushy Fork se encuentra ubicado en las coordenadas 36°18′20.89″N 79°5′10.21″O / 36.3058028, -79.0861694.